# La Peonía
La Peonía es una comunidad cafetalera ubicada al sur del municipio de Villa Los Almácigos, provincia de Santiago Rodríguez en la República Dominicana.
Geográficamente se encuentra asentada en un valle intramontano enclavado entre los 850 y los 1000 m s. n. m. (metros sobre el nivel del mar). Al norte del valle se yergue el Monte de La Peonía  o Monte Gato con 1200 m s. n. m. y al este se encuentra el Monte Cerro Frío, con 1500 m s. n. m., donde impera un microclima templado frío.

## Características generales
La Peonía abarca una considerable superficie como paraje, pues su amplio y extenso llano ofrece montes, cerros, colinas y quebradas adornadas por cafetales. La altitud promedio en la villa es de 850 m s. n. m.; sin embargo, tiene un rango que va desde los 750 hasta los 1500 m s. n. m.; esto incluye desde la transición de las pendientes y barrancos profundos atravesando bosques, hasta la cima de sus más elevados montes.
Su ubicación le confiere una fisiografía principalmente montañosa con paisajes naturales y una gran variedad de atractivos ecoturísticos que incluye ríos, arroyos, saltos y bosques nublados.

## Condiciones climáticas
Su ubicación en la Cordillera Central y la altitud le confiere a La Peonía condiciones climáticas muy peculiares dentro de las comunidades del noroeste dominicano  (Línea Noroeste). El clima que impera es por lo general siempre fresco, el frío de las montañas circundantes atemperan el ambiente creando un microclima placentero y saludable. La temperatura fluctúa entre los 16 y los 20 °C.

## Flora y fauna
La exuberancia de los trópicos está presente en La Peonía. En sus bosques de montaña existe un endemismo muy acentuado donde la guama, el pie gallo, el  granado, el palo de viento, los manaclares, los cafetales, lianas, orquídeas y bromelias son sus mejores representantes y por ende el palo de peonía ( Ormosia krugii), símbolo que da nombre a la comunidad.
En el bosque nuboso de Cerro Frío, se da cita la palma de manacla (Prestoea montana) y el helecho arborescente ( popularmente palo camarón ), especies endémicas de alta montaña. Estas especies aparecen normalmente tapizadas de epífitas y orquídeas dando esplendor al ambiente serrano.

## Geografía

### Cerro Frío
Es un monte de 1500 m s. n. m. (metros sobre el nivel del mar), en cuya cima se encuentra un bosque nublado , donde existe una condensación casi permanente de masas nubosas en contacto directo con la espesa vegetación y produciendo un ambiente húmedo y siempre fresco (18-20 °C), donde proliferan hongos, helechos arborescentes, bromelias, orquídeas, musgos, palmas de sierra y un sinnúmero de plantas epífitas.
Una de las mayores atracciones de Cerro Frío son los helechos gigantes. La mayoría de estas especies tienen más de 200 años en dicho lugar y se han podido conservar debido al buen clima y a la constante humedad que reina como producto de la exuberante vegetación y las copiosas lluvias.
En relación con la fauna y como es natural de las zonas montañosas húmedas , existe una gran variedad de aves silvestres, anfibios , insectos y algunas culebras y mamíferos endémicos. Entre las aves destacan el perico, el guaraguao, cuervo, canario, paloma turca, cigua canaria, perdiz coquito blanco, cuatro ojos, maroita, así como el papagayo de La Hispaniola, el jilguero, el julián chiví y la cotorra, entre otras.
En cuanto a los mamíferos destacan la hutía, de la cual existen dos sub-especies y el extraño solenodonte, mamífero endémico que con su hocico alargado y sus hábitos alimenticios constituye una reliquia, un verdadero fósil viviente. La Peonía, es uno de los pocos rincones de la República Dominicana donde todavía es posible encontrar estos animales.

### La Sierrecita
La Sierrecita, es una inmensa serranía húmeda localizada al sur de La Peonía.
El clima es húmedo y relativamente templado fresco con precipitaciones que alcanzan los 2500 mm anuales.La vegetación natural está compuesta por especies arbóreas de hoja ancha y de una espesura y verdor tropical y con especies endémicas que crecen bajo la sombra de los árboles. Aquí se encuentra el Río Artibonito.

### Loma Del Guano
La "Loma Del Guano" o Loma De Los Guanos, es un monte tropical húmedo. Es una vertiente montañosa de pendientes abruptas. Abundan las hondonadas húmedas en su parte norte colindando con el Parque nacional José Armando Bermúdez.
En la Loma del Guano, nace el río más largo que posee las antillas, el río Artibonito.
Otro atractivo del lugar lo constituye el Arroyo La Guacarita.

### Alto De La Sierra
Es una peculiar formación montañosa cuya cima se caracteriza por ser plana.
El contacto directo con la naturaleza es su principal característica y su microclima predominante es el templado húmedo.

### Nalga de Maco
La montaña Nalga de Maco es el primer sistema montañoso distinguible desde cualquier rincón de La Peonía. Esta montaña se ubica a 14 km de la comunidad. El trillo que conduce al parque está lleno de vegetación tropical y subtropical bajo la sombra al principio, para luego internarse en una zona de sabanas y matorrales adornada por manchas de bosque montano húmedo e hilos de agua.
La montaña representa uno de los lugares de más difícil acceso hasta su cima, en la República Dominicana. Sus 2000 m s. n. m. (metros sobre el nivel del mar) han permitido desarrollar un bosque nuboso, por lo que la presencia de nubes es permanente. A sus pies se extiende una extensa sabana húmeda matizada de verde denominada El Gramal, la cual posee pastos naturales donde se puede acampar y se pueden observar numerosas cavernas.
Nalga de Maco, es la única montaña en la isla que posee en plena cima un bosque enano. Este se caracteriza porque nubes de neblina y frecuentes lloviznas cubren su interior. La vegetación es arbórea , pero compuesta de plantas enanas, abundantes epífitas, musgos, helechos y matorrales centenarios. La presencia permanente de vientos y la inaccesibilidad del lugar ha permitido modelar un paisaje compuesto por árboles nudosos y torcidos en convivencia directa con enredaderas, lianas, capas musgosas y orquídeas.
A los pies de esta loma , corre el río La Cidra, en donde se puede practicar el rafting y otros deportes de aventura.En sus orillas, filos rocosos y cañones albergan cuevas naturales , las cuales poseen pozas con aguas muy frías.

### Ríos y cascadas
Un recorrido por el Río La Troja, le permitirá descubrir albercas naturales, pozas color esmeralda y el río El Pez, cuyas aguas forman una serie de piscinas naturales.
El río El Pez posee un salto llamado la cascada de Andino , enclavada en un  cañón rodeado de enredaderas y helechos arborescentes. Otro atractivo turístico de este río es el Charco El Pomo , balneario natural que asemeja una piscina natural por la tonalidad esmeralda de sus aguas.
Enclavado y sumido en un bosque húmedo subtropical, se encuentra el Salto de Las Aguas Blancas, murmullo cristalino angelical compuesto por rocas matizadas de musgo.
Este lugar se enclava en el arroyo La Caya, afluente del arroyo Cascarilla.

### La nubiselva del café
Las montañas y colinas están bordeadas y cubiertas de mantos forestales.
A tan solo unos minutos se divisan en todas las direcciones fincas cafetaleras y un intenso verdor característico del bosque muy húmedo montano bajo. En el interior de Cerro Frío, La Sierrecita, Loma la Sierrecita, Loma alto de la Sierra, Loma de los Guanos, Río La Troja, Río El Pez y la cima del Monte de La Peonia (Monte Gato), se encuentran diminutas orquídeas y aves como el jilguero de montaña y el papagayo.
- Datos: Q5964757